# Левковський Максим Васильович
Левковський Максим Васильович (нар. 3 квітня 1985, Новоград-Волинський (нині Звягель) — 2 лютого 2024, Часів Яр) — український педагог, військовослужбовець Збройних сил України, учасник антитерористичної операції та повномасштабного вторгнення Росії в Україну. Почесний громадянин міста Звягель (посмертно).

## Життєпис
Максим Левковський народився 3 квітня 1985 року в місті Новоград-Волинський (нині Звягель) у сім'ї Василя Миколайовича та Катерини Степанівни. З 1992 по 2003 рік навчався в загальноосвітній школі № 9 міста Новограда-Волинського (нині Гімназія № 9 Звягельської міської ради).
У 2007 році закінчив економіко-гуманітарний університет імені Степана Дем'янчука за спеціальністю «Викладач фізичної культури і спорту».
Після завершення служби у Збройних силах України (2007–2010) Максим Левковський працював учителем фізичного виховання в загальноосвітній школі № 9. Також він займався тренерською діяльністю у спортивній школі, зокрема тренував футбольні команди.
З початком російсько-української війни у 2014 році був призваний до лав Збройних сил України, служив у військовій частині А2381. У лютому 2022 року, з початком повномасштабного вторгнення, добровільно став до лав захисників України.
22 січня 2024 року під час виконання бойового завдання в районі Часового Яру Максим Левковський отримав тяжкі поранення від артилерійського обстрілу. Помер 2 лютого 2024 року у медичному закладі.

## Нагороди
- Нагрудний знак «Ветеран війни».
- Нагрудний знак «Учасник АТО».
- Почесний нагрудний знак «За взірцевість у військовій службі ІІ ступеня» (2022).
- Почесна відзнака командира військової частини А3814 (2022).
- Почесний нагрудний знак «Золотий хрест» (2023).
- Орден «За мужність» III ступеня.
- Почесне звання «Почесний громадянин міста Звягеля» (посмертно, 2024).

## Пам'ять
20 лютого 2024 року на Алеї пам'яті у місті Звягель відкрито світлину Максима Левковського. Його ім'я назавжди залишиться у пам'яті колег, учнів та громади міста.
6 лютого 2025 року на території Гімназії № 9 Звягельської міської ради відкрили меморіальну дошку на честь Максима Левковського.